# Heterocope saliens
Heterocope saliens är en kräftdjursart som först beskrevs av Wilhelm Lilljeborg 1863.  Heterocope saliens ingår i släktet Heterocope, och familjen Temoridae. Arten är reproducerande i Sverige.